# وشکاری
وشکاری (به لاتین: Všekary) یک منطقهٔ مسکونی در جمهوری چک است که در شهرستان دوماژلیتسه واقع شده‌است. وشکاری ۸٫۵۵ کیلومتر مربع مساحت و ۸۵ نفر جمعیت دارد و ۴۳۲ متر بالاتر از سطح دریا واقع شده‌است.